# Joe Edwards
Joe Frank Edwards, Jr. (Richmond, 3 febbraio 1958) è un ex astronauta statunitense. Ha partecipato alla missione spaziale STS-89 nel 1998 come pilota dello Shuttle.